# 藤田愛
藤田 愛（ふじた あい、1976年2月15日 - ）は、日本の元女子プロレスラー。岐阜県岐阜市出身。大阪プロレス参戦時にはナイトマスターアイとしても活躍していた。

## 経歴・戦歴
お笑い芸人を目指しNSCに入っていたがプロレスに転向、単身メキシコに渡り闘龍門などで修行を積みラ・アマポーラ戦でデビュー。日本に戻る前からプロレス誌で取り上げられる等、話題となっていた。当初はJd'での国内デビューが予定されていたが、条件等で折り合いがつかずJd'出場が中止となり、その後、アルシオン所属となった。1999年4月14日の後楽園ホール大会で、対AKINO・浜田文子組戦で国内デビュー（パートナーはキャンディー奥津）。
「ガングロ天使」と呼ばれ、大向美智子とのコンビ「サイバージャンクス」で活躍した。
2001年にはボクシングに挑戦、IBF日本傘下の女子プロボクサー山木うのと引き分けた後、2002年に同じ選手と再戦し判定勝ちを収めた。この頃からプロレスにおいてもパンチを用いるようになる。
2003年6月にアルシオンがメジャー女子プロレスAtoZに吸収された後も引き続き所属していたが、同年12月に退団すると共に引退を表明。
2004年4月10日、ディファ有明にて行われた「藤田愛引退興行」で、大向美智子と組んでライオネス飛鳥・アジャ・コング組と対戦し引退。5年間の現役生活を終えた。
引退後は一時期、後輩の前田美幸をマネージャーとして招き、タレントとして活動をしていた事もあった。
2012年3月4日の紫雷イオ5周年記念興行に来場し、久方ぶりに公の場に姿を現した。
現在は地元に戻り、結婚して3児の母となっている。
2024年1月12日に新宿FACEにて行われた『ARSION THE FINAL～卒業～』にて限定復帰を果たした。

## 得意技
- ファイアーバード・スプラッシュ
- 右フック
- エンジェル・スプラッシュ

変形のファイヤーバードスプラッシュ。
- ジャーマン・スープレックス

## タイトル歴
- WWWA世界スーパーライト級王座
- ツインスター・オブ・アルシオン王座（パートナーは大向美智子）

## 入場テーマ曲
- 「ANGEL NEGRITA」「ARSION MUSIC」に収録。